# Chérie 25
Chérie 25 est une chaîne de télévision généraliste nationale française appartenant à la société Chérie HD, filiale de NRJ Group. Présente dans l'offre gratuite de la télévision numérique terrestre en France à partir du 12 décembre 2012, elle occupe depuis cette date, le canal numéro 25.

## Historique
Chérie HD est initialement un projet de chaîne de télévision que Jean-Paul Baudecroux, président de NRJ Group a déjà proposé durant l'année 2011, avant que l'appel d'offres pour des canaux supplémentaires ne soit à l'étude.
En 2012, à l'occasion de l'appel à candidature pour 6 chaînes diffusées en haute définition sur la TNT française lancé par le CSA, le Groupe NRJ présente trois projets dont Chérie HD, My NRJ et Nosta la télé. Finalement, le 27 mars 2012, seule Chérie HD est sélectionnée par le CSA parmi les propositions de NRJ Group, pour être diffusée dès le 12 décembre 2012 sur la TNT.
Chérie HD occupe la présélection 25 sur les téléviseurs et adaptateurs HD. Deux mois avant son lancement, elle décide de modifier son nom en fonction du canal de diffusion en devenant Chérie 25.

### 2015-2016: difficultés
Au début de l'année 2015, Chérie 25 subit des difficultés en termes d'audience et doit se recentrer vers d'autres objectifs, car ses concurrentes sur le réseau HD (RMC Découverte, HD1, 6ter et même Numéro 23[réf. nécessaire]) connaissaient un essor notable, tandis qu'elle, tout comme la chaîne L'Équipe 21, stagnait.
En avril 2015, à la suite de quelques modifications de programme, l'audience commence enfin à prendre de l'essor avec un chiffre de 0,7 %, puis 0,8 % en août.
À la suite du changement de la grille du programme et du changement de l'habillage de la chaîne, Chérie 25 décolle enfin en termes d'audience au début de l'année 2016.

### 2025: bouleversements et projet de cession
Avec la suppression de la fréquence TNT de sa chaîne sœur NRJ 12 par l'ARCOM, le Groupe NRJ envisage de vendre ou de rendre le canal no 25 lors de son renouvellement prévu pour 2027, souhaitant abandonner la télédiffusion sur le réseau national de la TNT,. 
La vente est confirmée le 21 mars 2025 et est organisée par la banque Lazard, comme mandataire. Rodolphe Saadé possédant les groupes CMA-CGM et RMC BFM ainsi qu'une participation de 10,25 % au capital du groupe M6 accompagné du milliardaire tchèque Daniel Kretinsky propriétaire de CMI France et de la chaîne nationale T18), expriment un certain intérêt pour le rachat de Chérie 25. Le groupe CMA Médias s'engage pour l'acquisiition de Chérie 25 auprèse NRJ Group. À la suite de cette promesse de rachat, le projet est précisé dans la presse le 19 mai 2025, par les dirigeants du groupe de Rodolphe Saadé, comprenant une nouvelle orientation éditoriale pour la chaîne ainsi qu'une nouvelle grille de programmes lancée au plus tôt, le 1er janvier 2026.
Le 24 juillet 2025, NRJ Group officialise avoir entrepris la vente de la chaîne Chérie 25 au profit du groupe français CMA Média, sous réserve de l'autorisation préalable de l'Arcom.

## Identité graphique
En septembre 2015, Vincent Broussard (directeur du pôle télévision du groupe NRJ, dont Chérie 25 fait partie) affirme lors d'une interview pour PureMedias, que d'ici octobre 2015, l'habillage de Chérie 25 va être modifié. Finalement, l'habillage antenne est modifié le 2 novembre 2015.

Logo de Chérie 25 du 12 décembre 2012 au 2 novembre 2015.
Logo actuel de Chérie 25 depuis le 2 novembre 2015.

## Programmes
La programmation de Chérie 25 vise essentiellement un public féminin, tout comme Téva, sa concurrente sur le câble et le satellite. Les productions « maison » de la chaîne devraient atteindre 60 à 70 % à terme selon Christine Lentz, directrice des programmes de Chérie 25. La grille des programmes comporte des magazines, des documentaires mais aussi du divertissement, de la fiction et du cinéma.

### Émissions et séries actuelles

#### Magazines
- Château XXL : le défi d'une vie
- Crimes (rediffusion du magazine d'NRJ 12)
- Être une femme : les grands entretiens : présenté par Claire Lang
- Euroshopping (télé-achat) : anciennement Best of Shopping
- Héritages (rediffusion du magazine d'NRJ 12)
- Le Jour où tout a basculé : présenté par Nathalie Fellonneau (rediffusion du magazine de France 2)
- Sous les jupons de l'Histoire : émission consacrée aux femmes de l'Histoire présentée par Christine Bravo
- Snapped : Les femmes tueuses : présenté par Evelyne Thomas

#### Séries rediffusées
- Candice Renoir
- Castle
- Dix pour cent
- Sissi

### Émissions et séries disparues

#### Magazines
- C'est mon choix : émission de société présentée par Évelyne Thomas (2015-2019)
- Tous pour un : magazine d'entraide à la rénovation de logements, présenté par Marc-Emmanuel, (2016-2018)
- Les Enquêtes Impossibles (2018-2019)
- 99 % plaisir : magazine d'art de vivre présenté par Sophie Brafman.
- Dix ans de moins : magazine quotidien présenté par Marie Fugain et son équipe de chroniqueurs.
- Ma vie de femme… : série documentaire suivant la vie de femme d’ailleurs, criminelle, intime ou encore enceinte.
- Si vous voulez mon avis... : magazine consacré à la culture (cinéma, théâtre…) présenté par Isabelle Motrot[11].
- Hollywood Story : émission people américaine dressant un portrait sur des personnalités diverses.
- Soupçons : réalité scénarisée présentée par Boris Ehrgott[12].
- Destination Inédite
- Destins de Sportives
- Comment vous dire Merci ?

#### Émissions de télé-réalité
- 7 jours pour décider
- Au secours, c'est le bazar chez moi !
- Clean House, le grand nettoyage[13]
- Crimes en haute société
- Dr Beverly Hills
- J'ai dit « Oui » à la Robe : Atlanta
- J'ai dit « Oui » à la Robe
- La Nouvelle Vie de Tori Spelling
- Le plus beau jour de leur vie
- Les Crimes de la jet-set
- Ma nouvelle famille
- Million Dollar Listing : les rois de l'immobilier (saisons 5 à 7)
- Mrs. Eastwood & Company[14]
- Opération Déco : le cœur à l'ouvrage
- Real Housewives : Beverly Hills (saisons 1 à 4)
- Real Housewives : Miami
- Real Housewives : New York City (saisons 1 à 3)
- Real Housewives : Orange County (saisons 1 à 5)
- Top Chef USA
- Wedding Planner, les experts du mariage

#### Séries
Séries françaises
- Chère Marianne
- Clara Sheller
- Commissaire Cordier
- Diane, femme flic
- Dolmen
- Dos au mur
- Florence Larrieu : Le juge est une femme
- Fortier
- Femmes de loi
- Guerre et Paix
- Le Comte de Monte-Cristo
- Le Grand Patron
- Le Maître du Zodiaque
- Les Bœuf-carottes
- Les Invincibles
- Les Cordier, juge et flic
- Mademoiselle Navarro
- Napoléon
- Navarro
- Plus belle la vie
- Roxane, la vie sexuelle de ma pote
- Sauveur Giordano
- Sœur Thérèse.com
- Une femme d'honneur
- Vérité oblige
- Vive les vacances
- Zodiaque

 Séries américaines
- Dallas (série télévisée, 2012)
- American Wives
- Cougar Town (saisons 1 et 2)
- FBI : Portés disparus
- Forever
- Franklin and Bash (saison 1)[15]
- Hot in Cleveland (à venir)
- La Vie secrète d'une ado ordinaire (saisons 1 à 3)
- Les oiseaux se cachent pour mourir[16]
- Les Tudors
- Médium
- Melrose Place (saisons 5 à 7)
- New York 911
- New York District
- Pour l'amour du risque
- Royal Pains (saisons 1 et 2)
- The Middle (saisons 1 à 3)
- The Good Wife
- Ugly Betty
- X-Files

 Séries canadiennes
- Blood Ties
- Bomb Girls
- The Border

 Séries britanniques
- Enquêtes codées
- Meurtres en sommeil
- Mr Selfridge (saisons 1-2)
- Orgueil et Préjugés
- Raison et Sentiments
- Titanic : de sang et d'acier
- Les Enquêtes de l'inspecteur Wallander

 Séries australiennes
- Pacific Homicide

#### Cérémonie
- Globes de cristal

## Audience

### Audience globale
| Année | Janvier | Février | Mars    | Avril   | Mai     | Juin    | Juillet | Août    | Septembre | Octobre | Novembre | Décembre | Moyenne annuelle |
| ----- | ------- | ------- | ------- | ------- | ------- | ------- | ------- | ------- | --------- | ------- | -------- | -------- | ---------------- |
| 2012  |         |         |         |         |         |         |         |         |           |         |          | 0,2 %**  | 0,2 %**          |
| 2013  | 0,2 %** | 0,2 %** | 0,2 %** | 0,2 %** | 0,2 %** | 0,2 %** | 0,2 %** | 0,2 %** | 0,3 %     | 0,2 %** | 0,2 %**  | 0,2 %**  | 0,2 %**          |
| 2014  | 0,2 %** | 0,3 %   | 0,3 %   | 0,4 %   | 0,4 %   | 0,4 %   | 0,3 %   | 0,3 %   | 0,3 %     | 0,3 %   | 0,3 %    | 0,3 %    | 0,3 %            |
| 2015  | 0,4 %   | 0,4 %   | 0,5 %   | 0,7 %   | 0,7 %   | 0,6 %   | 0,7 %   | 0,8 %   | 0,8 %     | 0,8 %   | 0,8 %    | 0,8 %    | 0,7 %            |
| 2016  | 0,8 %   | 0,8 %   | 0,9 %   | 1,0 %   | 1,1 %   | 1,1 %   | 1,1 %   | 1,2 %   | 1,1 %     | 1,2 %   | 1,2 %    | 1,3 %    | 1,1 %            |
| 2017  | 1,1 %   | 1,1 %   | 1,1 %   | 1,1 %   | 1,1 %   | 1,2 %   | 1,1 %   | 1,2 %   | 1,1 %     | 1,1 %   | 1,1 %    | 1,1 %    | 1,1 %            |
| 2018  | 1,0 %   | 1,0 %   | 1,1 %,  | 1,1 %,  | 1,1 %,  | 1,1 %,  | 1,1 %,  | 1,3 %   | 1,0 %     | 1,1 %   | 1,1 %    | 1,0 %    | 1,1 %            |
| 2019  | 1,1 %   | 1,1 %   | 1,1 %   | 1,1 %   | 1,3 %   | 1,3 %   | 1,3 %   | 1,2 %   | 1,0 %     | 1,1 %   | 1,0 %    | 1,1 %    | 1,1 %            |
| 2020  | 1,0 %   | 1,1 %   | 1,0 %,  | 1,0 %,  | 1,1 %   | 1,2 %,  | 1,2 %,  | 1,2 %,  | 1,2 %,    | 1,1 %   | 1,0 %    | 1,1 %    | 1,1 %            |
| 2021  | 1,0 %   | 1,1 %   | 1,2 %,  | 1,2 %,  | 1,3 %,  | 1,3 %,  | 1,3 %,  | 1,4 %*  | 1,3 %     | 1,4 %*  | 1,2 %    | 1,3 %    | 1,2 %            |
| 2022  | 1,2 %,  | 1,2 %,  | 1,2 %,  | 1,3 %,  | 1,3 %,  | 1,3 %,  | 1,3 %,  | 1,4 %*  | 1,2 %     | 1,4 %*  | 1,3 %,   | 1,3 %,   | 1,3 %*           |
| 2023  | 1,3 %,  | 1,3 %,  | 1,1 %   | 1,2 %,  | 1,2 %,  | 1,2 %,  | 1,3 %   | 1,4 %*  | 1,3 %,    | 1,3 %,  | 1,2 %    | 1,2 %    | 1,2 %            |
| 2024  | 1,3 %,  | 1,3 %,  | 1,2 %,  | 1,2 %,  | 1,2 %,  | 1,3 %   | 1,4 %*  | 1,3 %   | 1,4 %*    | 1,3 %,  | 1,3 %,   | 1,3 %,   | 1,3 %*           |
| 2025  | 1,2 %   | 1,1 %   | 1,3 %   | 1,4 %*  | 1,3 %   | 1,2 %   |         |         |           |         |          |          |                  |

Source : Médiamétrie,,

Légende :
- * : maximum historique.
- ** : minimum historique.
- Meilleur score mensuel de l'année.
- Moins bon score mensuel de l'année.

### Records d'audience
| Date             | Programme           | Genre    | Téléspectateurs | Part d'audience |
| ---------------- | ------------------- | -------- | --------------- | --------------- |
| 4 août 2021      | Le Vrai Coupable    | Téléfilm | 933 000         | 5,2 %           |
| 2 décembre 2020  | Jaune iris          | Téléfilm | 899 000         | 4 %             |
| 10 mars 2021     | Un enfant en danger | Téléfilm | 892 000         | 4 %             |
| 6 novembre 2020  | En équilibre        | Film     | 878 000         | 3,5 %           |
| 11 mars 2020     | Hiver rouge         | Téléfilm | 877 000         | 4,2 %           |
| 25 octobre 2017  | De sang d'encre     | Téléfilm | 842 000         | 3,6 %           |
| 18 novembre 2020 | Hiver rouge         | Téléfilm | 831 000         | 3,7 %           |
| 28 juillet 2021  | La Loi de Barbara   | Téléfilm | 821 000         | 4,6 %           |
| 10 juillet 2019  | Insoupçonnable      | Téléfilm | 815 000         | 4,5 %           |
| 30 octobre 2020  | Un secret           | Film     | 807 000         | 3,4 %           |

## Organisation

### Présentateurs
actuels
- Christine Bravo : Sous les jupons de l'Histoire
- Claire Lang : Être une femme : les grands entretiens

anciens
- Véronique Mounier : Sans Tabou[106]
- Farida : On remet le couvert ![107]
- Boris Ehrgott : Soupçons[12]
- Sophie Coste : Être une femme : les grands entretiens
- Patricia Fagué : Dans l’espoir de se retrouver[108]
- Marie Fugain : 10 ans de moins[109]
- Sophie Brafman : 99 % plaisir[11]
- Sophie Bramly : Tout le plaisir est pour moi[109]
- Julienne Bertaux : Ma vie de femme intime[109]
- Karine Duchochois : Ma vie de femme intime[109]
- Chékéba Hachemi : Ma vie de femme d’ailleurs[109]
- Isabelle Motrot : Si vous voulez mon avis...[11]
- Évelyne Thomas : Snapped : Les femmes tueuses et C'est mon Choix

### Dirigeants
Président :
- Jean-Paul Baudecroux

Directeurs des programmes[pertinence contestée]
- Gérald-Brice Viret (décembre 2012 - avril 2013)
- Christine Lentz (décembre 2012 - octobre 2013)
- Laurent Fonnet (octobre 2013 - septembre 2014)
- Vincent Broussard (septembre 2014 - novembre 2015)
- Angela Lorente (décembre 2015 - aout 2016)
- Stéphane Joffre Romeas (décembre 2012 - 2014 et 2016-2018)
- Guillaume Perrier (depuis janvier 2016)

## Diffusion
- Diffusion numérique : chaîne 25.
- Bbox TV : chaîne 25.
- SFR : chaîne 25.
- Orange : chaîne 25
- Freebox TV : chaîne 25 (en HD et SD)
- Numéricable : chaîne 30
- Canal+ : chaîne 69
- Fransat : chaîne 25
- TNT SAT : chaîne 25

Solution de réception du service obligatoire gratuit, sans délai sur toute la France et en Europe de l'Ouest (zones d'ombre et blanches françaises TNT, TV nomade, expatriés, étranger…), de Chérie 25 en TNS : télévision numérique par satellite

## Critiques
Pour Didier Maïsto, la prétention de défendre une identité et d'être la chaîne des femmes « plurielles » serait une « bouffonnerie », la chaîne se contentant principalement d'émissions de décoration, de cuisine et de chirurgie esthétique.